# Яконурское сельское поселение
Яконурское се́льское поселе́ние — муниципальное образование в Усть-Канском муниципальном районе Республики Алтай Российской Федерации.
Административный центр — село Яконур.

## История
Статус и границы сельского поселения установлены Законом Республики Алтай от 13 января 2005 года № 10-РЗ «Об образовании муниципальных образований, наделении соответствующим статусом и установлении их границ»

## Население
| 2010  | 2011  | 2012  | 2013  | 2014  | 2015  | 2016  |
| ----- | ----- | ----- | ----- | ----- | ----- | ----- |
| 1661  | ↘1657 | ↘1644 | ↘1632 | ↗1664 | ↗1693 | ↗1699 |
| 2017  | 2018  | 2019  | 2020  | 2021  |       |       |
| ↘1685 | →1685 | ↘1670 | ↗1674 | ↘1426 |       |       |

## Состав сельского поселения
| № | Населённый пункт | Тип населённого пункта       | Население |
| - | ---------------- | ---------------------------- | --------- |
| 1 | Яконур           | село, административный центр | ↘1426     |